# Stavropol
Stavropol (rusky Ста́врополь, dříve Vorošilovsk) je město v Severokavkazském federálním okruhu Ruské federace; leží ve Stavropolské vysočině v Předkavkazsku. Je hlavním městem Stavropolského kraje. Žije zde přibližně 451 tisíc obyvatel.

## Historie
Stavropol byl založen knížetem Grigorijem A. Potěmkinem roku 1777 jako vojenský tábor, o necelé desetiletí později byl povýšen na město. Byl důležitou základnou Ruské imperiální armády pro její výboje v Kavkazu. Roku 1847 se město stalo sídlem gubernie.
Mezi lety 1935–1943 nesl název Vorošilovsk po Klimentu Vorošilovi. Později se proslavil jako rodiště prvního prezidenta Sovětského svazu, Michaila Gorbačova.
Stavropolsko mělo poměrně významnou menšinu Ukrajinských kozáků, která však byla během éry SSSR rusifikována.

## Charakter města
Ve Stavropolu jsou továrny na výrobu nábytku, potravin, elektrotechniky a chemikálií. Dopravně je město napojeno jak na železnici, tak i na leteckou síť. Vede odsud i plynovod do Moskvy. Sídlí zde několik vysokých škol a mnoho kulturních zařízení.